# Tidningen Vi:s litteraturpris
Tidningen Vi:s litteraturpris är ett litterärt pris till svenska skönlitterära författare på 50 000 kronor (2008) samt ett diplom och utdelas årligen av tidningen Vi. Första priset delades ut 1947. Under åren 1947–1991 erhöll tidningen stipendiemedel från KF:s bokförlag, Boklotteriet och Litteraturfrämjandet. Sedan 1992 står tidningen ensam för hela stipendiesumman.
Priset ges till en skönlitterär författare som utkommit under året och som har debuterat men givit ut max fem verk för vuxna.
År 2023 bestod prisjuryn av Peter Fröberg Idling (ordförande), Lennart Hagerfors, Björn Kohlström, Elnaz Baghlanian och Andrea Lundgren.

## Pristagare

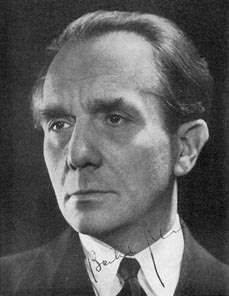
Bertil Malmberg, pristagare 1948

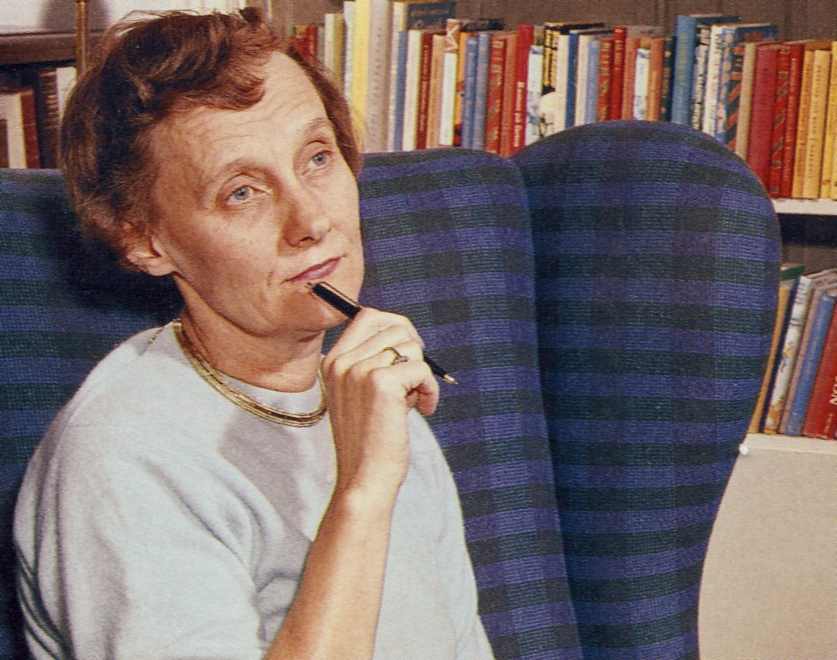
Astrid Lindgren, pristagare 1963/1964

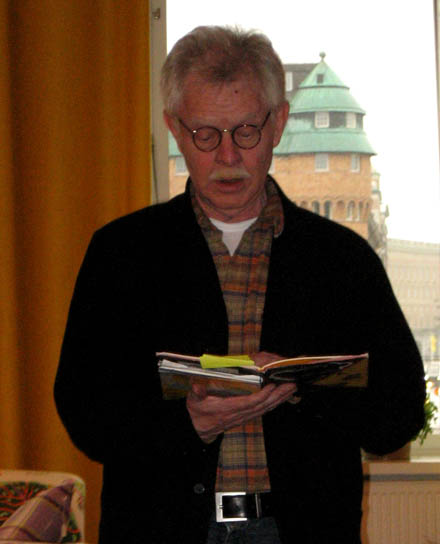
Gunnar Harding, pristagare 1975

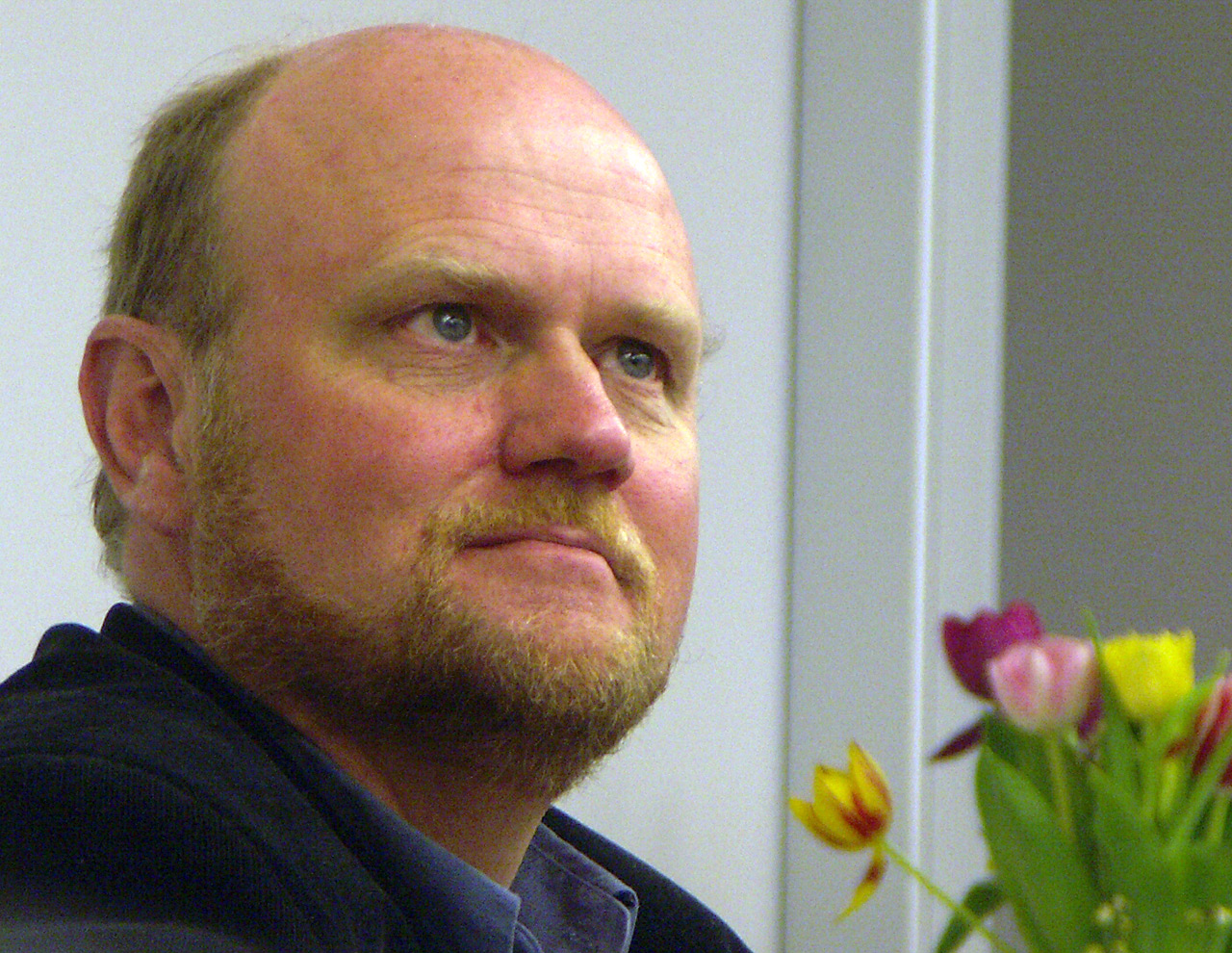
Ola Larsmo, pristagare 1996

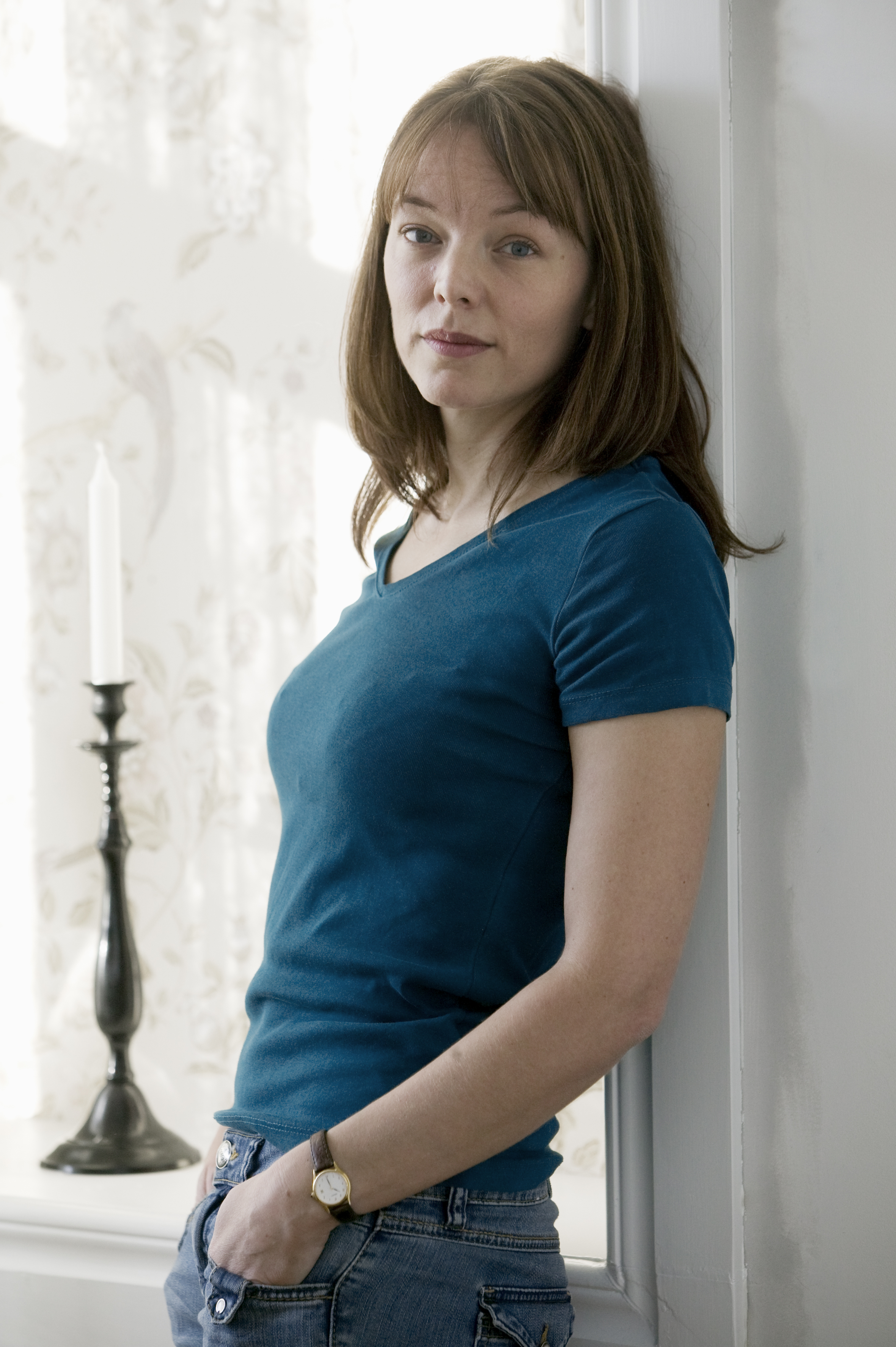
Lina Wolff, pristagare 2012

- 1947 – Tage Aurell, Stina Aronson, Arvid Brenner, Harald Forss
- 1948 – Cora Sandel, Tora Dahl, Bertil Malmberg, Peder Sjögren
- 1949 – Gunnar Ekelöf, Carl-Emil Englund, Sven Rosendahl, Eva Neander
- 1950 – Per-Erik Rundquist, Ulla Isaksson, Lars Englund, Stig Sjödin
- 1951 – Erik Asklund, Elsa Grave, John Karlzén
- 1952 – Walter Ljungquist, Folke Dahlberg, Karl Rune Nordkvist, Åke Holmberg
- 1953 – Arvid Brenner, Bengt Söderbergh, Ann Mari Falk, Edith Unnerstad, Harald Victorin, Britt G. Hallqvist
- 1954 – Lars Ahlin, Eva Hjelm, Hans Peterson, Kai Söderhjelm, Eva Billow, Bertil Almqvist
- 1955 – Lennart Hellsing, Martin Nilsson, Örjan Lindberger, Björn von Rosen, Vilgot Sjöman
- 1956 – Erik Johnson[1]
- 1957 – Birgit Tengroth, Harriet Hjorth, Birger Vikström
- 1958 – Majken Johansson, Lambert Sunesson, Per Olof Sundman
- 1959 – Karl Rune Nordkvist, Vilgot Sjöman
- 1960 – Annalisa Forssberger, Aksel Lindström, Birger Norman
- 1961 – Zenia Larsson, Sivar Arnér, Emil Hagström
- 1962 – Sven Rosendahl, Olle Svensson, Lars Bäckström
- 1963/64 – Sara Lidman, Astrid Lindgren, Stig Sjödin, Kristina Widman, Carl Johan Bernhard
- 1965 – Stig Carlson, Sandro Key-Åberg
- 1966/67 – Werner Aspenström, Folke Isaksson, Ing-Marie Eriksson, Willy Kyrklund, Kent Andersson
- 1968 – Stig Claesson, P.C. Jersild
- 1969 – Svante Foerster, Göran Palm
- 1970 – Birger Norman, Bengt Martin
- 1971 – Sonja Bergvall, Hans Björkegren, Britt G. Hallqvist, Olof Hoffsten, Karin de Laval
- 1972 – Kerstin Ekman, Margareta Ekström, Ove Allansson
- 1973 – Birgitta Ek, Lennart Frick
- 1974 – Lasse Berg, Lisa Berg, Håkan Boström
- 1975 – Gunnar Harding
- 1976 – Barbro Lindgren, Hans Nestius, Stig Edling
- 1977 – Barbro Backberger, Torgny Karnstedt
- 1978 – Bunny Ragnerstam, Kerstin Strandberg
- 1979 – Eva Ström, Jan Fogelbäck
- 1980 – Gerda Antti
- 1981 – Per Odensten
- 1982 – Torgny Lindgren
- 1983 – Kristina Lugn
- 1984 – Molly Johnson
- 1985 – Staffan Söderblom
- 1986 – Heidi von Born
- 1987 – Nils-Aslak Valkeapää
- 1988 – Peter Kihlgård
- 1989 – Kjell Johansson
- 1990 – Vibeke Olsson
- 1991 – Gunilla Linn Persson
- 1992 – Rose Lagercrantz
- 1993 – Tony Samuelsson
- 1994 – Peter Mosskin
- 1995 – Marie Lundquist
- 1996 – Ola Larsmo (Maroonberget)
- 1997 – Elisabeth Rynell (Hohaj)
- 1998 – Zvonimir Popovic (Mörkriket)
- 1999 – Magnus Carlbring (Sånger vid E4:ans avfart)
- 2000 – Mikael Niemi
- 2001 – Ulla-Lena Lundberg
- 2002 – Jerker Virdborg
- 2003 – Astrid Trotzig
- 2004 – Katarina Kieri
- 2005 – Mirja Unge
- 2006 – Jonas Hassen Khemiri
- 2007 – Oline Stig
- 2008 – Jens Liljestrand (Paris-Dakar)
- 2009 – Karolina Ramqvist (Flickvännen)
- 2010 – Sara Stridsberg (Darling River)
- 2011 – Ulf Lindström (En god man)
- 2012 – Lina Wolff (Brett Easton Ellis och de andra hundarna)
- 2013 – Susanna Alakoski
- 2014 – Elin Boardy
- 2015 – Staffan Malmberg (Gardet)[2]
- 2016 – Anneli Jordahl (Som hundarna i Lafayette Park)[3]
- 2017 – Anna Jörgensdotter (Solidärer)[4]
- 2018 – Andrea Lundgren (Nordisk fauna)[5]
- 2019 – Anna Fock (Väderfenomen)[6]
- 2020 – Sven Olov Karlsson (Årsboken)[7]
- 2021 – Andreas Lundberg (Gerontion)[8]
- 2022 – Sara Gordan (Natten)[9]
- 2023 – Annika Norlin (Stacken)[10]
- 2024 – Therese Bohman (Sanningsberget)[11]

### Fotnoter
1. 1 2 3  ”Vi:s litteraturpris”. Om Vi Media. https://vimedia.se/vis-litteraturpris/. Läst 22 mars 2023.
2. ↑  Staffan Malmberg får Tidningen Vi:s litteraturpris, Mynewsdesk, 2015-11-20
3. ↑  Anneli Jordahl får Vi:s litteraturpris, Mynewsdesk, 2017-01-23
4. ↑  Anna Jörgensdotter får Vi:s litteraturpris Arkiverad 23 januari 2018 hämtat från the Wayback Machine., helagotland.se, 2018-01-23
5. ↑  Andrea Lundgren får Vis litteraturpris, nsd.se, 2019-01-24
6. ↑  ”Branschfolk:”. Svensk Bokhandel (Stockholm: Carina Jönsson) (nummer 5-2020):  sid. 39. ISSN 0039-6451.
7. ↑  ”Han får Tidningen Vi:s litteraturpris”. gp.se. 27 april 2021. https://www.gp.se/1.45683565. Läst 22 mars 2023.
8. ↑  ”Andreas Lundberg får Vi:s litteraturpris 2021”. Vi. 23 mars 2022. https://vi.se/artikel/sb3J8VxX-a0j2LRwp-348d8. Läst 22 april 2022.
9. ↑  ”Sara Gordans ”Natten” får Vi:s Litteraturpris”. Vi. 21 mars 2023. https://vi.se/artikel/sNG63y14-a0j2LRwp-cdd5b. Läst 22 mars 2023.
10. ↑  ”Annika Norlin får Vi:s litteraturpris”. Västerbottens-Kuriren. 18 mars 2024. https://www.vk.se/2024-03-18/annika-norlin-far-vis-litteraturpris-522ab. Läst 18 mars 2024.
11. ↑  "Hon får tidningen Vi:s litteraturpris". Folkbladet 20 mars 2025. Läst 23 mars 2025